# Pescăruș cu picioare galbene
Pescărușul cu picioare galbene (Larus michahellis) este un pescăruș mare întâlnit în Europa, Orientul Mijlociu și Africa de Nord, care abia recent a fost recunoscut pe scară largă ca specie distinctă. Anterior era tratată ca o subspecie fie a pescărușului pontic L. cachinnans, fie, mai larg, ca o subspecie a pescărușului argintiu L. argentatus. Numele genului provine din latinescul Larus, care pare să se fi referit la un pescăruș sau la o altă pasăre de mare⁠(d), iar numele speciei îl onorează pe zoologul german Karl Michahelles⁠(d).